# Ara (Fluss)
Der Río Ara ist ein Bergfluss auf der Südseite der Pyrenäen im Norden der spanischen Provinz Huesca.

## Weblinks

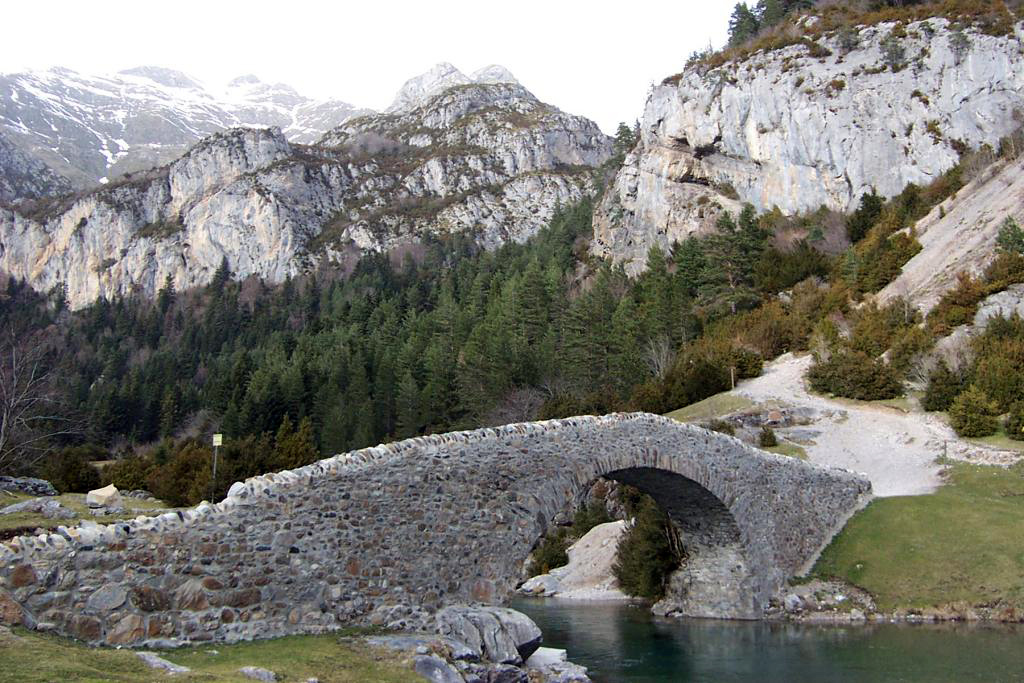
Puente de Bujaruelo bei Torla
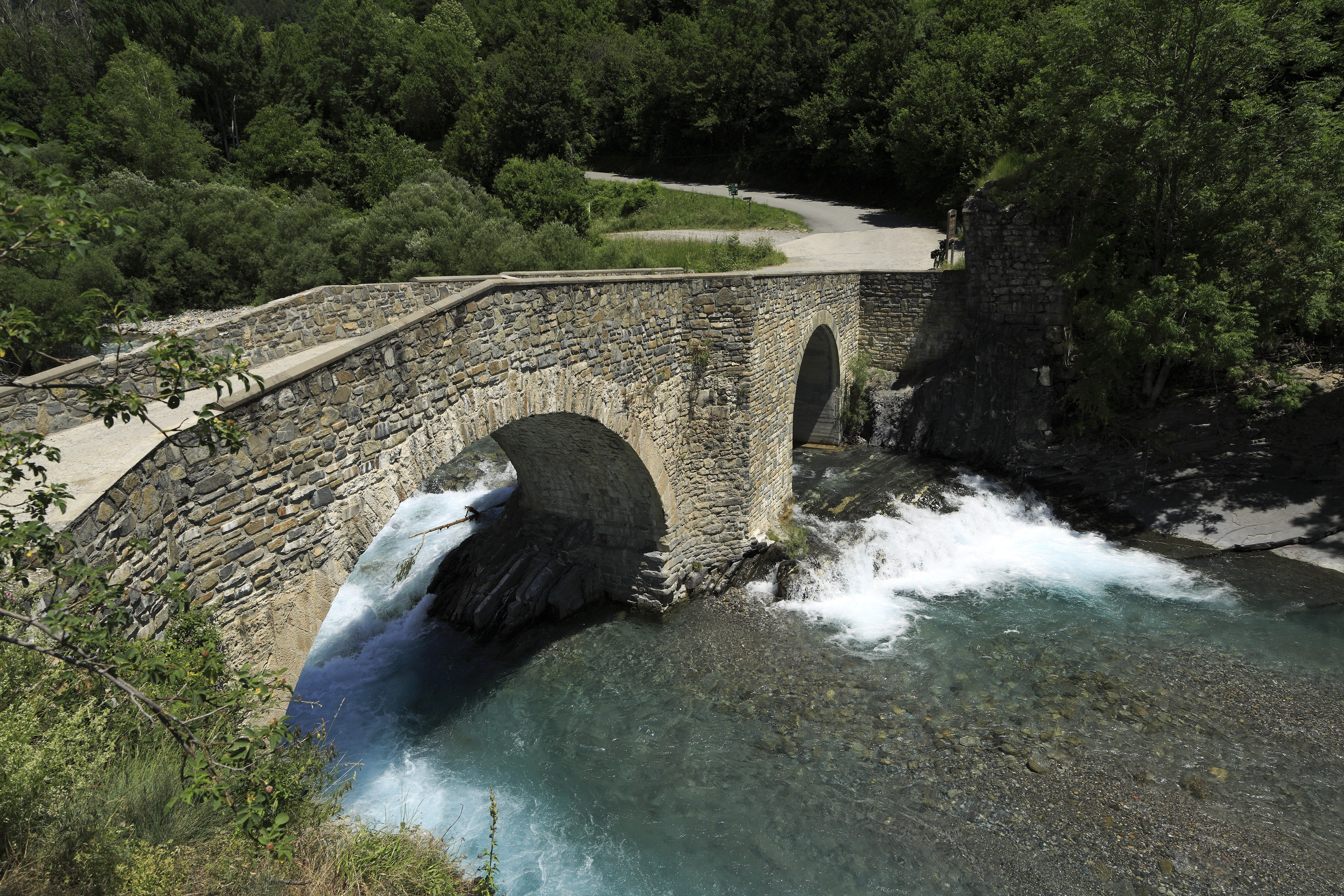
Puente de la Glera bei Torla
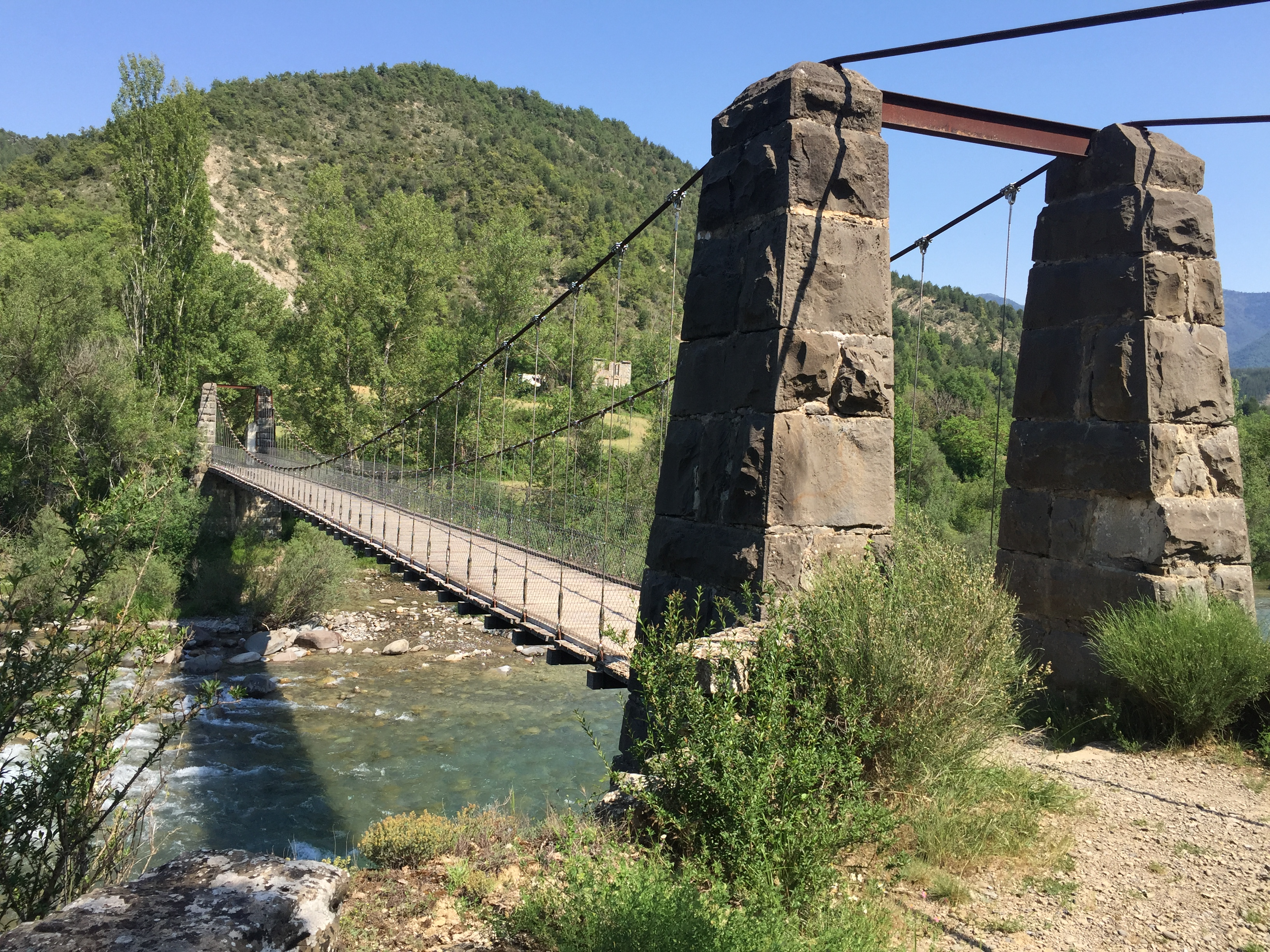
Stahlseilbrücke bei Fiscal
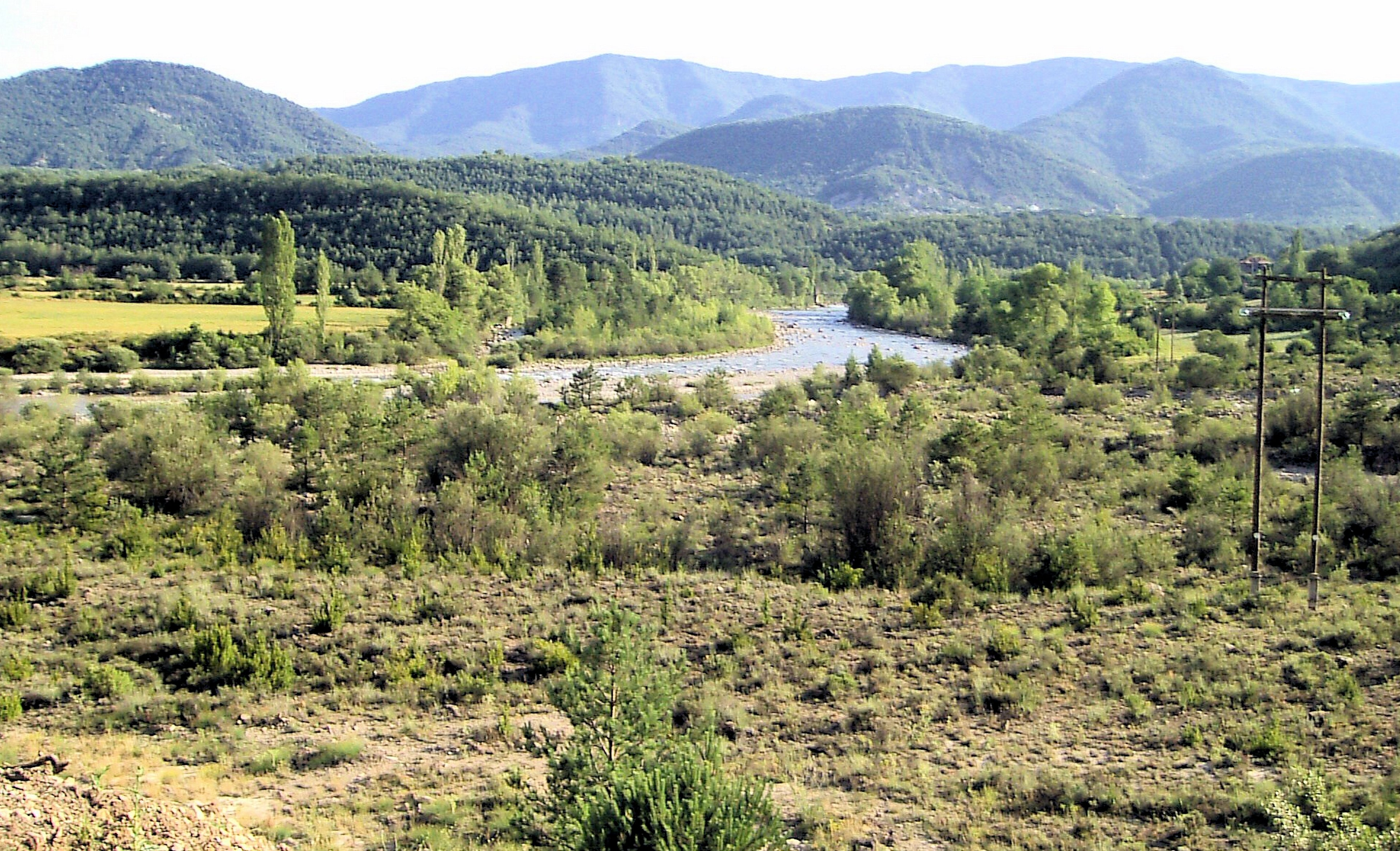
Ara bei Jánovas

## Verlauf
Der Río Ara entspringt aus mehreren Quellbächen in einer Höhe von 2930 m am Pico Meillón westlich des Bergs Vignemale (3298 m) und des Nationalparks Ordesa y Monte Perdido in den aragonesischen Pyrenäen. Er durchfließt zunächst das Glazialtal des Valle del Ara bis Bujaruelo und anschließend das Valle de Broto. Nach fast 70 Kilometern mündet der nirgends eingedeichte und nur selten geringfügig gestaute Fluss in Aínsa von Westen in den Río Cinca.

## Orte am Fluss
- Broto
- Sarvisé
- Fiscal
- Ligüerre de Ara
- Boltaña